# Phạm Vân Anh
Phạm Vân Anh (sinh năm 1980 tại Hải Phòng) là nhà văn, nhà biên kịch, dịch giả hiện sinh sống và làm việc tại Việt Nam.
Bà hiện là Hội viên Hội Nhà văn Việt Nam, Hội viên Hội Nhà báo Việt Nam, Chi hội phó Chi hội Nhà văn Quân đội, Phó Giám đốc Điện ảnh - Truyền hình Biên phòng (Cục Chính trị Bộ đội Biên phòng, Bộ Quốc phòng), thành viên Nhóm dịch giả nữ Hà Nội.

## Đầu đời
Trung tá, nhà văn Phạm Vân Anh sinh năm 1980 tại Hải Phòng; Trình độ Cử nhân Tiếng Anh, Thạc sỹ Chính trị học, Học viện Báo chí và Tuyên truyền; Đảng viên Đảng Cộng sản Việt Nam. Bà hiện là Hội viên Hội Nhà văn Việt Nam, Hội viên Hội Nhà báo Việt Nam, Chi hội phó Chi hội Nhà văn Quân đội, Phó Giám đốc Điện ảnh - Truyền hình Biên phòng, thành viên Nhóm dịch giả nữ Hà Nội.

## Sự nghiệp
Bà đã có 14 tác phẩm văn học được ấn hành và được trao nhiều giải thưởng văn học của Hội Nhà văn Việt Nam cùng nhiều tác phẩm báo chí được trao giải thưởng Báo chí quốc gia, Giải báo chí "Vì sự nghiệp đại đoàn kết dân tộc", Giải thưởng của Liên hoan truyền hình toàn quốc, Giải thưởng báo chí Khu vực châu Á Thái Bình Dương về "Trao quyền cho phụ nữ", Giải thưởng Lớn của Hiệp hội Nhà báo Hàn Quốc...
Tác giả kịch bản và đồng đạo diễn loạt phim tài liệu lịch sử 30 tập "Những trang sử biên thùy"  do Hãng phim Truyền hình Thành phố Hồ Chí Minh sản xuất và loạt phim tài liệu 16 tập "Những người anh em trong lòng dân tộc"  do Kênh Truyền hình Công an nhân dân sản xuất.
Tác giả kịch bản, đạo diễn các chương trình giao lưu chính trị - nghệ thuật truyền hình trực tiếp thường niên như "Biên cương thắm tình hữu nghị"  phát trên VTV1; "Giao lưu hữu nghị quốc phòng biên giới Việt Nam - Trung Quốc" , "Cảnh sát biển Việt Nam và những người bạn" phát trên Kênh Truyền hình Quốc phòng Việt Nam; "Sao Độc lập" phát trên VTV2, "Mãi mãi niềm tin theo Đảng" phát trên VTV1; "Điểm tựa của bản làng"  phát trên Đài Truyền hình Kỹ thuật số VTC, "Giao lưu biên giới Việt Nam - Lào - Campuchia"  phát trên Kênh Truyền hình Quốc hội Việt Nam,...
Bà tham gia sáng lập nhóm thiện nguyện "Biên cương trong tôi"  và nhận đỡ đầu 6 em học sinh mồ côi ở khu vực biên giới các tỉnh Hà Tĩnh, Quảng Trị, Thừa Thiên Huế, Bình Phước trong chương trình "Nâng bước em tới trường"; tình nguyện viên của Dự án "Sách nói cho người khiếm thị"...

## Tác phẩm

### Văn học
- Tôi chào tôi (tập thơ, NXB Hải Phòng, 2004) [11]
- Mùa tình (tập thơ, Nhà xuất bản Hội nhà văn, 2007)
- Góc (tập thơ, Nhà xuất bản Hội nhà văn, 2009) [12]
- Ngón hoa (tập truyện ngắn, Nhà xuất bản Quân đội nhân dân, 2011) [13]
- Khúc quân hành lặng lẽ (tập truyện ngắn, NXB Công an nhân dân 2014) [14]
- Sa mộc (trường ca, Nhà xuất bản Lao động, 2016) [15]
- Đường biên cương dệt mùa xuân (Bút ký, Nhà xuất bản Quân đội nhân dân, 2017) [16]
- Những người phất cờ hồng (Tập truyện ký, Nhà xuất bản Quân đội nhân dân, 2021) [17]
- "Binh pháp" chống dịch (Bút ký, Nhà xuất bản Quân đội nhân dân, 2021) [18]
- Theo dấu phù sa (Bút ký, NXB Văn học, 2022) [19]
- Sa mộc (Trường ca song ngữ, Nhà xuất bản Hội nhà văn, 2022) [20]
- 5 sights of light (Tập thơ tiếng Anh, Nhà xuất bản Ukiyoto Canada, 2022)
- Dặm dài Tổ quốc (Bút ký, Nhà xuất bản Quân đội nhân dân (Việt Nam), 2023)
- Giữ gìn biên cương lãnh thổ của Tổ quốc (Bút ký, Nhà xuất bản Quân đội nhân dân, 2023)
- Gió gọi ban mai (tập thơ chung song ngữ Việt - Anh, Nhà xuất bản Văn học 2023)
- Gió gọi ban mai (tập thơ chung bản tiếng Đức, Pháp và Tây Ban Nha, Nhà xuất bản Unikyoto, Canada, 2023)
- Biên khu Việt Quế (Tiểu thuyết, Nhà xuất vản Văn học, 2023)
- Bếp nồng đêm lạnh (Tập truyện ngắn, Nhà xuất bản Quân đội nhân dân, 2024)
- Cột mốc kể chuyện (Tập truyện ký, Nhà xuất bản Quân đội nhân dân, 2024)

### Nghiên cứu
- Tam cúc điếm (đồng tác giả) - thực hiện năm 2007 do Hội Văn nghệ Dân gian Việt Nam đầu tư
- Giai thoại ả đào (đồng tác giả) - thực hiện năm 2011 do Liên hiệp các Hội Văn học nghệ thuật Việt Nam thành phố Hải Phòng đầu tư
- Đừng để mất dẫu chỉ là thiểu số - thực hiện năm 2019
- Tuyên truyền đối ngoại qua mô hình kết nghĩa cụm dân cư hai biên biên giới Việt Nam - Trung Quốc -  luận văn Thạc sĩ bảo vệ năm 2020 tại Học viện Báo chí và Tuyên truyền

### Âm nhạc
- Quốc hội sáng ngời niềm tin - Nhạc Vũ Đức Tạo, lời thơ Phạm Vân Anh [21]
- Mê Kông kỷ nguyên mới  - Nhạc Tuấn Anh, lời thơ Phạm Vân Anh [22]
- Biên cương hữu nghị - Nhạc Tuấn Anh, lời thơ Phạm Vân Anh
- Tiếng hát từ cột mốc ba biên  - Nhạc  Tuấn Anh, lời thơ Phạm Vân Anh [23]
- Những người trai đi trong lòng biển - Nhạc Tuấn Anh, lời thơ Phạm Vân Anh [24]
- Cô Tô thành phố giữa trùng khơi - Nhạc Tuấn Anh, lời thơ Phạm Vân Anh
- Những ngôi sao đại dương - Nhạc Tuấn Anh, lời thơ Phạm Vân Anh
- Biên cương gửi nhớ  - Nhạc Xuân Đại, lời thơ Phạm Vân Anh [25]
- Người cán bộ tăng cường - Nhạc Xuân Đại, lời thơ Phạm Vân Anh
- Duyên xuân - Nhạc và lời Phạm Vân Anh
- Mênh mang Bái Tử Long - Nhạc và lời Phạm Vân Anh
- Một nét ca trù - Nhạc và lời Phạm Vân Anh
- Trên sóng hát một mình - Nhạc và lời Phạm Vân Anh
- Đêm Quy Nhơn - Nhạc Phạm Vân Anh, lời thơ Trần Tựu
- Mạch nguồn - Nhạc Đức Trịnh, lời thơ Phạm Vân Anh
- Khước xuân - Nhạc Tuấn Anh, lời thơ Phạm Vân Anh
- Ru tình - Nhạc Phạm Vân Anh, lời thơ Đỗ Mai Hòa
- Tiếng gọi biên cương - Tác giả kịch bản âm nhạc
- Khát vọng đỏ - Chuyển thể kịch bản nhạc kịch và lời hát.

## Giải thưởng
1. Giải thưởng của Uỷ ban toàn quốc các Hội LHVHNT Việt Nam năm 2005 cho tập thơ Tôi chào Tôi
2. Giải Nhất, Cuộc thi ca khúc 70 năm Quốc hội do Quốc hội Việt Nam trao tặng năm 2015 cho tác phẩm "Quốc hội sáng ngời niềm tin" (nhạc Vũ Đức Tạo - lời Phạm Vân Anh)
3. Giải thưởng báo chí "Trao quyền cho phụ nữ" năm 2015 khu vực Châu Á Thái Bình Dương do Hội Nhà báo Việt Nam phối hợp tổ chức
4. Giải B, Cuộc vận động sáng tác văn học nghệ thuật về tình đoàn kết chiến đấu 3 nước Việt Nam - Lào - Campuchia năm 2017 do Bộ quốc phòng Việt Nam - Lào - Campuchia trao tặng.
5. Giải B, Giải thưởng văn học nghệ thuật 5 năm về đề tài chiến tranh cách mạng giai đoạn 2014 - 2019 do Bộ Quốc phòng trao tặng.
6. Giải C, Giải thưởng 45 năm văn học về đề tài Biên giới - Biển đảo năm 2020 do Hội Nhà văn Việt Nam năm trao tặng.
7. Giải thưởng "Nét đẹp phụ nữ thủ đô" năm 2021 Hội Liên hiệp Phụ nữ Việt Nam thành phố Hà Nội trao tặng.
8. Giải thưởng Vừ A Dính lần thứ XIII, năm 2022 do Trung ương Đoàn Thanh niên Cộng sản Hồ Chí Minh trao tặng
9. Giải C, Cuộc vận động sáng tác, quảng bá văn học nghệ thuật về Học tập, làm theo phong cách, đạo đức Hồ Chí Minh giai đoạn 2021 - 2023 do Ban Tuyên giáo Trung ương trao tặng
10. Giải thưởng Lớn Hàn Quốc ở hạng mục Văn học - Nghệ thuật Quốc tế năm 2023 do Hiệp hội Nhà báo Hàn Quốc và Liên đoàn Nhà báo thế giới Hàn Quốc trao tặng.
11. Giải A giải thưởng của Hội Nhạc sĩ Việt Nam năm 2024 (nhạc Nguyễn Tuấn Anh, lời Phạm Vân Anh)
12. Tác giả có 2 bài thơ, 2 trích đoạn truyện ngắn, truyện ký được lựa chọn đưa vào Sách giáo khoa Tiếng Việt lớp 5, bộ sách Cánh Diều.